# Unione Sportiva Città di Palermo 1997-1998
Questa voce raccoglie le informazioni riguardanti l'Unione Sportiva Città di Palermo nelle competizioni ufficiali della stagione 1997-1998.

## Stagione
Il ritiro estivo che ha dato il via alla nuova stagione sportiva del Palermo si è svolto ad Ampezzo.
In questa stagione in Serie C1, fresco di retrocessione dalla Serie B, il Palermo gioca uno dei peggiori campionati della propria storia, stazionando, nel campionato di terza serie, intorno al centro della classifica e finendo poi in zona play-out. Dopo la settima giornata finita con una sconfitta casalinga contro la Ternana e visto il rendimento negativo con due vittorie, due pareggi e tre sconfitte fino a quel momento, l'allenatore Giorgio Rumignani viene esonerato e, dall'ottava giornata, è sostituito da Ignazio Arcoleo. L'apice arriva il 12 maggio della stessa annata, in cui alcuni tifosi, delusi ed esagitati, in un allenamento della squadra e dopo due sconfitte consecutive alla terzultima e alla penultima giornata, rispettivamente contro Gualdo e Nocerina, prendono di mira la compagine, condannata ai play-out per la prima volta (inutile si era rivelato il 4-1 sulla Fermana all'ultima partita, una vittoria che però mancava da due mesi), chiudendola con un catenaccio all'interno dello Stadio della Favorita. In serata vi è stata risolta la situazione con un incontro con l'allora presidente Giovanni Ferrara con i sostenitori. Il gesto non ha evitato la retrocessione sul campo, in assoluto la prima seconda consecutiva e la prima in Serie C2, dopo gli spareggi contro la Battipagliese di Roberto Chiancone e Simone Loria: uno perso all'andata fuori 1-0 a Battipaglia il 31 maggio e l'altro pareggiato al ritorno in casa 0-0 a Palermo il 7 giugno, dove qui ai rosanero, sotto un sole cocente e con circa 10 000 spettatori accorsi, sarebbe bastato un gol per avere ragione dei campani vincitori all'andata e salvarsi in virtù del miglior piazzamento in campionato nella stagione regolare. La società, però, per blasone sportivo, impianto, pubblico ed essendo la prima tra le squadre retrocesse dalla C1 nell'ultima stagione che aveva fatto più punti, viene successivamente ripescata a fine luglio del 1998, in seguito alla cancellazione dell'Ischia Isolaverde per inadempienze economiche.
All'inizio del girone di andata del campionato, nel settembre 1997, lo stadio della Favorita è stato sottoposto a tre mesi di chiusura forzata, fino al dicembre dello stesso anno, necessari per il rifacimento del manto erboso: il Palermo ha così disputato i suoi incontri casalinghi al Velodromo Paolo Borsellino, dalla gara "Palermo-Giulianova" alla gara "Palermo-Savoia", includendo anche una partita di Coppa Italia Serie C, "Palermo-Trapani".
In Coppa Italia la squadra viene eliminata al primo turno dalla Reggina.
Visto che ha partecipato alla Coppa Italia di Serie A e Serie B ed è un neoretrocedente da quest'ultimo livello calcistico, nella Coppa Italia di Serie C, invece, il club entra direttamente in gioco nella fase ad eliminazione diretta e arriva semifinalista, anche grazie alle reti di Mark Dittgen che durante la stagione si infortunerà, poi perdendo con il Cesena di Gianni Comandini la doppia sfida a marzo: sia l'andata a Cesena che il ritorno in Sicilia (nell'ordine 2-0 e 1-0).
A livello giovanile conquista storicamente, per l'unica volta, la "Coppa Allievi Professionisti", battendo il Lecco in trasferta sul campo neutro dello stadio Amedeo Damiano, a Saluzzo (provincia di Cuneo).

## Divise e sponsor
La maglia era rosanero.
Lo sponsor era Tomarchio Naturà, un'azienda di Acireale che produce bibite analcoliche con agrumi di Sicilia, dal 1920, di cui il logo era al centro della divisa sportiva del club.

## Organigramma societario[8]
- Presidente: Giovanni Ferrara
- Direttore sportivo: Franco Peccenini
- Segretario: Salvatore Francoforte
- Allenatore: Ignazio Arcoleo

## Rosa
| N. |                   | Ruolo | Calciatore          |
| -- | ----------------- | ----- | ------------------- |
|    | Italia (bandiera) | P     | Adriano Bonaiuti    |
|    | Italia (bandiera) | P     | Paolo Cavalieri     |
|    | Italia (bandiera) | P     | Vincenzo Sicignano  |
|    | Italia (bandiera) | D     | Giuseppe Antonaccio |
|    | Italia (bandiera) | D     | Roberto Biffi       |
|    | Italia (bandiera) | D     | Marco Ciardiello    |
|    | Italia (bandiera) | D     | Rosario Compagno    |
|    | Italia (bandiera) | D     | Fabio Favi          |
|    | Italia (bandiera) | D     | Claudio Finetti     |
|    | Italia (bandiera) | D     | Giovanni Ignoffo    |
|    | Italia (bandiera) | D     | Giovanni Orfei      |
|    | Italia (bandiera) | D     | Alessandro Parisi   |
|    | Italia (bandiera) | D     | Cosimo Zangla       |
|    | Italia (bandiera) | C     | Michele Adelfio     |
|    | Italia (bandiera) | C     | Michele Andrisani   |

| N. |                     | Ruolo | Calciatore         |
| -- | ------------------- | ----- | ------------------ |
|    | Italia (bandiera)   | C     | Onofrio Barone     |
|    | Italia (bandiera)   | C     | Antonino Cardinale |
|    | Italia (bandiera)   | C     | Giuseppe Compagno  |
|    | Italia (bandiera)   | C     | Vincenzo De Sio    |
|    | Italia (bandiera)   | C     | Fabio Genti        |
|    | Italia (bandiera)   | C     | Giampiero Pocetta  |
|    | Italia (bandiera)   | A     | Giovanni Di Somma  |
|    | Germania (bandiera) | A     | Mark Dittgen       |
|    | Italia (bandiera)   | A     | Giancarlo Ferrara  |
|    | Italia (bandiera)   | A     | Luis Landini       |
|    | Italia (bandiera)   | A     | Roberto Magliocco  |
|    | Italia (bandiera)   | A     | Frederic Massara   |
|    | Italia (bandiera)   | A     | Lorenzo Scarafoni  |
|    | Italia (bandiera)   | A     | Gianluca Triuzzi   |

## Calciomercato

### Sessione estiva
| Acquisti | Acquisti     | Acquisti  | Acquisti |
| R.       | Nome         | da        | Modalità |
| -------- | ------------ | --------- | -------- |
| A        | Mark Dittgen | San Gallo |          |

| Cessioni | Cessioni          | Cessioni    | Cessioni   |
| R.       | Nome              | a           | Modalità   |
| -------- | ----------------- | ----------- | ---------- |
| A        | Gaetano Vasari    | Cagliari    |            |
| D        | Francesco Galeoto | Salernitana |            |
| C        | Giorgio Lucenti   | Roma        |            |
| C        | Giacomo Tedesco   | Salernitana |            |
| A        | Giampaolo Saurini | Padova      |            |
| C        | Pierluigi Di Già  | Pescara     | definitivo |
| C        | Giovanni Caterino | Lucchese    |            |
| D        | Ciro Ferrara      | Salernitana |            |

### Sessione autunnale
| Acquisti | Acquisti       | Acquisti | Acquisti |
| R.       | Nome           | da       | Modalità |
| -------- | -------------- | -------- | -------- |
| D        | Giovanni Orfei | Reggiana |          |

| Cessioni | Cessioni | Cessioni | Cessioni |
| R.       | Nome     | a        | Modalità |
| -------- | -------- | -------- | -------- |

### Sessione invernale
| Acquisti | Acquisti          | Acquisti  | Acquisti |
| R.       | Nome              | da        | Modalità |
| -------- | ----------------- | --------- | -------- |
| C        | Giampiero Pocetta | Frosinone |          |

| Cessioni | Cessioni | Cessioni | Cessioni |
| R.       | Nome     | a        | Modalità |
| -------- | -------- | -------- | -------- |

### Sessione primaverile
| Acquisti | Acquisti | Acquisti | Acquisti |
| R.       | Nome     | da       | Modalità |
| -------- | -------- | -------- | -------- |

| Cessioni | Cessioni          | Cessioni | Cessioni |
| R.       | Nome              | a        | Modalità |
| -------- | ----------------- | -------- | -------- |
| A        | Giancarlo Ferrara | Trapani  |          |

## Risultati

### Serie C1

#### Girone di andata
| Arbitro: | Ferrarini (Parma) |

|                          |           |             |
| Cecchini 38’ Alessio 50’ | Marcatori | 28’ Dittgen |

| Arbitro: | Castellani (Verona) |

|                     |           |           |
| Cardinale 5’ (rig.) | Marcatori | 46’ Amico |

| Ascoli Piceno 14 settembre 1997 3ª giornata | Ascoli                       | 1 – 1 referto | Palermo | Stadio Cino e Lillo Del Duca\| Arbitro: \| Zaltron (Bassano del Grappa) \| |
| Arbitro:                                    | Zaltron (Bassano del Grappa) |               |         |                                                                            |

| Palermo 21 settembre 1997 4ª giornata | Palermo           | 1 – 0 referto | Giulianova | Velodromo Paolo Borsellino\| Arbitro: \| Saccani (Mantova) \| |
| Arbitro:                              | Saccani (Mantova) |               |            |                                                               |

| Battipaglia 28 settembre 1997 5ª giornata | Battipagliese     | 1 – 0 referto | Palermo | Stadio Luigi Pastena\| Arbitro: \| Urbano (Carbonia) \| |
| Arbitro:                                  | Urbano (Carbonia) |               |         |                                                         |

| Arbitro: | Fausti (Milano) |

|                 |           |  |
| G. Compagno 11’ | Marcatori |  |

| Arbitro: | Bertini (Arezzo) |

|  |           |             |
|  | Marcatori | 80’ Rizzolo |

| Catania 19 ottobre 1997 8ª giornata | Atletico Catania | 2 – 0 referto | Palermo | Stadio Cibali |

| Arbitro: | Baglioni (Prato) |

|            |           |  |
| Barone 32’ | Marcatori |  |

| Roma 9 novembre 1997 10ª giornata | Lodigiani | 0 – 3 referto | Palermo | Stadio Flaminio |

| Palermo 16 novembre 1997 11ª giornata | Palermo         | 0 – 0 referto | Turris | Velodromo Paolo Borsellino\| Arbitro: \| Maselli (Lucca) \| |
| Arbitro:                              | Maselli (Lucca) |               |        |                                                             |

| Cosenza 23 novembre 1997 12ª giornata | Cosenza | 2 – 1 referto | Palermo | Stadio San Vito |

| Palermo 30 novembre 1997 13ª giornata | Palermo               | 3 – 3 referto | Savoia | Velodromo Paolo Borsellino\| Arbitro: \| Linfatici (Viareggio) \| |
| Arbitro:                              | Linfatici (Viareggio) |               |        |                                                                   |

| Casarano 14 dicembre 1997 14ª giornata | Casarano | 0 – 0 referto | Palermo | Stadio Giuseppe Capozza |

| Gualdo Tadino 21 dicembre 1997 15ª giornata | Gualdo | 2 – 1 referto | Palermo | Stadio Carlo Angelo Luzi |

| Arbitro: | Castellani (Verona) |

|                        |           |              |
| Triuzzi 35’ Barone 53’ | Marcatori | 17’ Pallanch |

| Fermo 11 gennaio 1998 17ª giornata | Fermana | 2 – 1 referto | Palermo | Stadio Bruno Recchioni |

#### Girone di ritorno
| Arbitro: | Zaltron (Bassano del Grappa) |

|               |           |  |
| Scarafoni 48’ | Marcatori |  |

| Acireale 25 gennaio 1998 19ª giornata | Acireale | 2 – 1 referto | Palermo | Stadio Tupparello |

| Palermo 1º febbraio 1998 20ª giornata | Palermo           | 0 – 0 referto | Ascoli | Stadio La Favorita (800 spett.)\| Arbitro: \| Saccani (Mantova) \| |
| Arbitro:                              | Saccani (Mantova) |               |        |                                                                    |

| Giulianova 8 febbraio 1998 21ª giornata | Giulianova | 3 – 1 referto | Palermo | Stadio Rubens Fadini |

| Palermo 15 febbraio 1998 22ª giornata | Palermo       | 0 – 0 referto | Battipagliese | Stadio La Favorita (10.000 spett.)\| Arbitro: \| Lion (Padova) \| |
| Arbitro:                              | Lion (Padova) |               |               |                                                                   |

| Castellammare di Stabia 22 febbraio 1998 23ª giornata | Juve Stabia | 2 – 2 referto | Palermo | Stadio Romeo Menti |

| Arbitro: | Guiducci (Arezzo) |

|                                |           |  |
| Cornacchini 34’ Borgobello 79’ | Marcatori |  |

| Palermo 8 marzo 1998 25ª giornata | Palermo | 1 – 0 referto | Atletico Catania | Stadio La Favorita |

| Ischia (Italia) 15 marzo 1998 26ª giornata | Isola d'Ischia  | 0 – 0 referto | Palermo | Stadio Vincenzo Mazzella\| Arbitro: \| Fausti (Milano) \| |
| Arbitro:                                   | Fausti (Milano) |               |         |                                                           |

| Palermo 22 marzo 1998 27ª giornata | Palermo | 0 – 0 referto | Lodigiani | Stadio La Favorita |

| Torre del Greco 5 aprile 1998 28ª giornata | Turris | 1 – 1 referto | Palermo | Stadio Amerigo Liguori |

| Arbitro: | Bertini (Arezzo) |

|                  |           |                                 |
| Triuzzi 74’, 89’ | Marcatori | 36’ (rig.) Margiotta 75’ Fresta |

| Torre Annunziata 19 aprile 1998 30ª giornata | Savoia | 2 – 1 referto | Palermo | Stadio Alfredo Giraud |

| Arbitro: | Soffritti (Ferrara) |

|              |           |             |
| Di Somma 36’ | Marcatori | 60’ Miccoli |

| Arbitro: | Saccani (Mantova) |

|  |           |                          |
|  | Marcatori | 42’ Del Nevo 61’ Cicconi |

| Arbitro: | Biasutto (Vicenza) |

|                     |           |  |
| Pallanch 38’ (rig.) | Marcatori |  |

| Arbitro: | Calcagno (Nichelino) |

|                                                                 |           |            |
| Scarafoni 22’ (rig.) Massara 37’ (rig.) Di Somma 55’ Barone 89’ | Marcatori | 70’ Cicchi |

#### Play-out
| Arbitro: | Pascariello (Lecce) |

|           |           |  |
| Loria 61’ | Marcatori |  |

| Palermo 7 giugno 1998 Playout - Ritorno | Palermo              | 0 – 0 referto | Battipagliese | Stadio La Favorita (10.000 spett.)\| Arbitro: \| Gabriele (Frosinone) \| |
| Arbitro:                                | Gabriele (Frosinone) |               |               |                                                                          |

### Coppa Italia
| Arbitro: | Tombolini (Ancona) |

|                |           |                       |
| Ciardiello 73’ | Marcatori | 55’ Diliso 83’ Marino |

| Reggio Calabria 24 agosto 1997 Primo turno - Ritorno | Reggina          | 0 – 0 referto | Palermo | Stadio Oreste Granillo (4.500 spett.)\| Arbitro: \| Paparesta (Bari) \| |
| Arbitro:                                             | Paparesta (Bari) |               |         |                                                                         |

### Coppa Italia Serie C
| Trapani 30 ottobre 1997 Sedicesimi di finale - Andata | Trapani | 1 – 1 referto | Palermo | Stadio Provinciale |

| Palermo 19 novembre 1997 Sedicesimi di finale - Ritorno | Palermo | 3 – 1 referto | Trapani | Velodromo Paolo Borsellino |

| Catania 17 dicembre 1997 Ottavi di finale - Andata | Atletico Catania | 1 – 1 referto | Palermo | Stadio Cibali |

| Palermo 6 gennaio 1998 Ottavi di finale - Ritorno | Palermo | 1 – 0 referto | Atletico Catania | Stadio La Favorita |

| Arbitro: | Tullio (Avezzano) |

|                      |           |  |
| Cardinale 60’ (rig.) | Marcatori |  |

| Arbitro: | Strocchia (Nola) |

|                         |           |                         |
| Fantini 15’ Orocini 36’ | Marcatori | 6’ Di Somma 17’ Dittgen |

| Cesena 11 marzo 1998 Semifinali - Andata | Cesena | 2 – 0 referto | Palermo | Stadio Dino Manuzzi |

| Arbitro: | Ayroldi (Molfetta) |

|  |           |               |
|  | Marcatori | 15’ Comandini |

## Statistiche

### Statistiche di squadra
| Competizione         | Punti | In casa | In casa | In casa | In casa | In casa | In casa | In trasferta | In trasferta | In trasferta | In trasferta | In trasferta | In trasferta | Totale | Totale | Totale | Totale | Totale | Totale | DR |
| Competizione         | Punti | G       | V       | N       | P       | Gf      | Gs      | G            | V            | N            | P            | Gf           | Gs           | G      | V      | N      | P      | Gf     | Gs     | DR |
| -------------------- | ----- | ------- | ------- | ------- | ------- | ------- | ------- | ------------ | ------------ | ------------ | ------------ | ------------ | ------------ | ------ | ------ | ------ | ------ | ------ | ------ | -- |
| Serie C1             | 37    | 17      | 7       | 8       | 2       | 18      | 12      | 17           | 1            | 5            | 11           | 14           | 25           | 34     | 8      | 13     | 13     | 32     | 37     | -5 |
| Play-out             |       | 1       | 0       | 1       | 0       | 0       | 0       | 1            | 0            | 0            | 1            | 0            | 1            | 2      | 0      | 1      | 1      | 0      | 1      | -1 |
| Coppa Italia         |       | 1       | 0       | 0       | 1       | 1       | 2       | 1            | 0            | 1            | 0            | 0            | 0            | 2      | 0      | 1      | 1      | 1      | 2      | -1 |
| Coppa Italia Serie C |       | 4       | 3       | 0       | 1       | 5       | 2       | 4            | 0            | 3            | 1            | 4            | 6            | 8      | 3      | 3      | 2      | 9      | 8      | +1 |
| Totale               |       | 23      | 10      | 9       | 4       | 24      | 16      | 23           | 1            | 9            | 13           | 18           | 32           | 46     | 11     | 18     | 17     | 42     | 48     | -6 |

### Statistiche dei giocatori[11]
| Giocatore     | Serie C1 | Serie C1 | Coppa Italia | Coppa Italia | Coppa Italia Serie C | Coppa Italia Serie C | Play-out | Play-out | Totale   | Totale |
| Giocatore     | Presenze | Reti     | Presenze     | Reti         | Presenze             | Reti                 | Presenze | Reti     | Presenze | Reti   |
| ------------- | -------- | -------- | ------------ | ------------ | -------------------- | -------------------- | -------- | -------- | -------- | ------ |
| M. Andrisani  | 26       | 0        | 0            | 0            | 5                    | 0                    | 2        | 0        | 33       | 0      |
| G. Antonaccio | 19       | 0        | 2            | 0            | 5                    | 0                    | 0        | 0        | 26       | 0      |
| O. Barone     | 20       | 3        | 0            | 0            | 6                    | 0                    | 2        | 0        | 28       | 3      |
| R. Biffi      | 16       | 0        | 2            | 0            | 3                    | 0                    | 0        | 0        | 21       | 0      |
| A. Bonaiuti   | 31       | -31      | 0            | -0           | 0                    | -0                   | 2        | -1       | 33       | -32    |
| A. Cardinale  | 29       | 2        | 2            | 0            | 6                    | 1                    | 1        | 0        | 38       | 3      |
| P. Cavalieri  | 2        | -3       | 2            | -2           | 0                    | -0                   | 0        | 0        | 4        | -5     |
| M. Ciardiello | 25       | 0        | 2            | 1            | 6                    | 0                    | 2        | 0        | 35       | 1      |
| G. Compagno   | 25       | 1        | 2            | 0            | 7                    | 0                    | 2        | 0        | 36       | 1      |
| R. Compagno   | 15       | 0        | 2            | 0            | 4                    | 0                    | 2        | 0        | 23       | 0      |
| V. De Sio     | 13       | 0        | 1            | 0            | 5                    | 0                    | 0        | 0        | 19       | 0      |
| G. Di Somma   | 22       | 3        | 1            | 0            | 8                    | 1                    | 2        | 0        | 33       | 4      |
| M. Dittgen    | 21       | 2        | 0            | 0            | 7                    | 3                    | 0        | 0        | 28       | 5      |
| F. Favi       | 8        | 0        | 2            | 0            | 1                    | 0                    | 2        | 0        | 13       | 0      |
| G. Ferrara    | 2        | 0        | 2            | 0            | 0                    | 0                    | 0        | 0        | 4        | 0      |
| C. Finetti    | 16       | 0        | 2            | 0            | 4                    | 1                    | 1        | 0        | 23       | 1      |
| G. Ignoffo    | 20       | 0        | 1            | 0            | 2                    | 0                    | 1        | 0        | 24       | 0      |
| L. Landini    | 25       | 1        | 2            | 0            | 4                    | 0                    | 0        | 0        | 31       | 1      |
| R. Magliocco  | 1        | 0        | 0            | 0            | 2                    | 0                    | 0        | 0        | 3        | 0      |
| F. Massara    | 23       | 2        | 2            | 0            | 3                    | 0                    | 0        | 0        | 28       | 2      |
| A. Parisi     | 10       | 0        | 0            | 0            | 6                    | 0                    | 1        | 0        | 17       | 0      |
| G. Pocetta    | 13       | 0        | 0            | 0            | 1                    | 0                    | 1        | 0        | 15       | 0      |
| G. Orfei      | 24       | 1        | 0            | 0            | 7                    | 0                    | 1        | 0        | 32       | 1      |
| L. Scarafoni  | 24       | 8        | 0            | 0            | 1                    | 0                    | 2        | 0        | 27       | 8      |
| V. Sicignano  | 2        | -1       | 0            | -0           | 8                    | -8                   | 0        | -0       | 10       | -9     |
| G. Triuzzi    | 25       | 7        | 2            | 0            | 5                    | 3                    | 2        | 0        | 34       | 10     |
| C. Zangla     | 12       | 0        | 0            | 0            | 3                    | 0                    | 2        | 0        | 17       | 0      |